# Tinglof-Halbinsel
Die Tinglof-Halbinsel ist eine 16 km lange und vereiste Halbinsel an der Nordküste der Thurston-Insel vor der Eights-Küste des westantarktischen Ellsworthlands. Sie liegt zwischen dem Henry Inlet und dem Wagoner Inlet.
Ihre Position wurde anhand von Luftaufnahmen der Operation Highjump (1946–1947) vom Dezember 1946 bestimmt. Das Advisory Committee on Antarctic Names benannte sie 1960 nach Iver August Tinglof (1895–1935), Zugmaschinenmechaniker bei der zweiten Antarktisexpedition (1933–1935) des US-amerikanischen Polarforschers Richard Evelyn Byrd.